# Walther Lehmkuhl

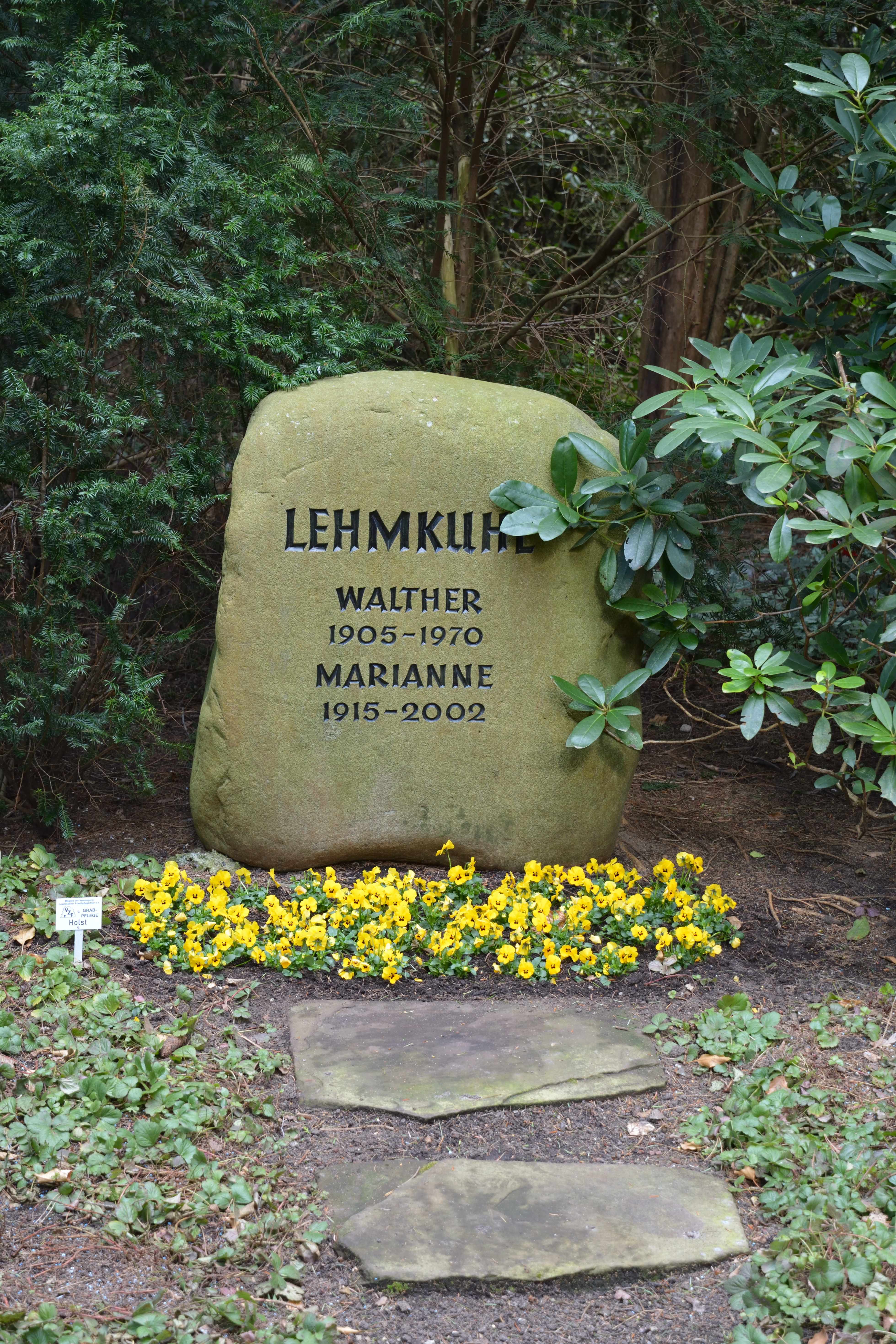
Grab auf dem Südfriedhof Neumünster

Walther Lehmkuhl (* 21. Mai 1905 in Kiel; † 22. November 1970 in Neumünster) war ein deutscher Kommunalpolitiker (SPD).

## Werdegang
Als Sohn eines Arbeiters besuchte Lehmkuhl von 1912 bis 1921 die Volksschule und erlernte anschließend bis 1925 auf der Germania-Werft in Kiel den Beruf eines Maschinenschlossers. Er wurde Mitglied im Deutschen Metallarbeiter-Verband und schloss sich 1922 der Sozialistischen Arbeiterjugend (SAJ) und der SPD an. Von Oktober 1925 bis 1929 nahm er am Arbeiter-Abiturientenkurs an dem von Fritz Karsen geleiteten Kaiser-Friedrich-Realgymnasium in Berlin-Neukölln, der späteren Karl-Marx-Schule teil und schloss die Teilnahme mit dem Abitur ab.
Nach seinem Abitur studierte Lehmkuhl Jura in Berlin, Heidelberg und Frankfurt am Main und konnte im Januar 1933 noch sein Erstes Staatsexamen ablegen. Anschließend arbeitete er bis zum Beginn des Zweiten Weltkriegs als Verwaltungsjurist. Von 1943 bis 1945 war er Soldat.
Lehmkuhl war von 1946 bis 1950 Oberstadtdirektor in Kiel und von 1950 bis 1970 Oberbürgermeister der Stadt Neumünster. Das regionale Berufsbildungszentrum der Stadt Neumünster trägt den Namen Walther-Lehmkuhl-Schule
Am 27. Dezember 1945 wurde Lehmkuhl – mit Amtsantritt im Februar 1946 – zum Oberstadtdirektor Kiels gewählt. Er wechselte 1950 nach seiner Wahl zum hauptamtlichen Bürgermeister nach Neumünster. Kurz nach seinem Eintritt in den Ruhestand starb Lehmkuhl dort am 22. November 1970.
Lehmkuhl war auch Geschäftsführer des Landesverbandes Schleswig-Holstein des Deutschen Städtetages sowie Mitglied bzw. Vorsitzender zahlreicher Gremien und Aufsichtsräte.

## Ehrungen
- 1968: Verdienstkreuz 1. Klasse der Bundesrepublik Deutschland
- Freiherr-vom-Stein-Gedenkmedaille des Landes Schleswig-Holstein
- Die Walther-Lehmkuhl-Schule, Regionales Berufsbildungszentrum der Stadt Neumünster für Gewerbe und Technik, ist nach ihm benannt.[2]